# Coalition of Progressive Electors

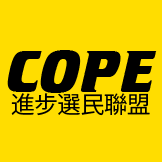
Logo

Die Coalition of Progressive Electors (COPE, dt. Koalition der fortschrittlichen Wähler) ist eine lokale politische Partei in der kanadischen Stadt Vancouver. Sie wurde 1968 gegründet, als sich einige Mitte-links-Gruppierungen (darunter die New Democratic Party und die Communist Party) zusammenschlossen, um eine schlagkräftigere Opposition gegen die Mitte-rechts stehende Non-Partisan Association zu bilden. COPE fühlt sich im Allgemeinen den Zielen der Sozialdemokratie verpflichtet.
COPE stellte bisher einen Bürgermeister: Bei den Lokalwahlen 2002 errang die Partei die Mehrheit im Stadtrat und Larry Campbell wurde zum Bürgermeister gewählt. Der politisch zur Mitte tendierende Campbell zerstritt sich mit den links stehenden Mitgliedern von COPE und trat 2005 aus der Partei aus. Zusammen mit drei Stadtratsabgeordneten gründete er 2005 Vision Vancouver.